# Association sportive de handball de l'Ariana
Pour les articles homonymes, voir Association sportive de l'Ariana.
 (novembre 2024).
Si vous disposez d'ouvrages ou d'articles de référence ou si vous connaissez des sites web de qualité traitant du thème abordé ici, merci de compléter l'article en donnant les références utiles à sa vérifiabilité et en les liant à la section « Notes et références ».
L'Association sportive de handball de l'Ariana (anciennement Association sportive de l'Ariana) est un club tunisien de handball.

## Histoire
Le club est créé en 1964 comme section de l'Association sportive de l'Ariana. Il évolue en troisième division jusqu'en 1967, année au cours de laquelle il remporte le titre de sa division et accède en deuxième division. Il a alors pour entraîneur Mohamed Trabelsi et compte notamment dans ses rangs Hamadi Bejaoui, Mouldi Tliba, Mohamed Hammami, Mohamed Khiari, Hédi Ghariani, Mohamed Ben Hassen, Mohamed Mahbouli, Mohamed Khelifi et Tarek Gsouri. En 1970, il termine second et monte en division nationale A grâce à son ossature habituelle renforcée par les jeunes : Néjib Ben Aljia, Salah Abderrahim, Ahmed Riahi, Lotfi Dhiab, Mustapha Khannoussi, Hédi Ayari, Sami Hammami, etc.
Il évolue pendant dix ans en division nationale A avant de rétrograder en division inférieure et, même s'il fait des réapparitions courtes parmi l'élite en 1981-1982 puis en 1994-1995, il se contente de résultats moyens en seconde division. Il passe même deux années en troisième division en 1990 et 1991.
En 2004, les amateurs de handball et les anciens joueurs de la ville de l'Ariana décident de se séparer de l'association mère et de créer un club spécialisé, l'Association sportive de handball de l'Ariana, dont la présidence est attribuée à l'ancien joueur et entraîneur Fakhri Ben Frej. Dès sa première année, le club retrouve la division nationale A. L'équipe qui obtient ce résultat est composée de Hamdi Sioud, Sahbi Ben Amor, Karim Zaghouani, Mohamed Bejaoui, Anis Kouki, Badiaâ Grayaâ, Mehdi Douss, Sami Mabrouk, Walid Louati, Walid Chebbi, Ali Hammami, Karim Trabelsi, Mohamed Anis Soudani et Aymen Ben Youssef. Mais, quatre ans après, le club vit une crise qui l'amène à dégringoler en deux ans jusqu'en division d'honneur (troisième division). Il surmonte néanmoins ses problèmes et retrouve en 2013 sa place en division nationale A, avant de connaître à nouveau une grave crise en 2015-2016 : les présidents et les entraîneurs se succèdent, des joueurs abandonnent le club et il finit par rétrograder en nationale B.
En 2019, le club perd 11 matchs d'affilée, une première dans l'histoire du club.

## Présidents
- 2004-2005 : Fakhri Ben Frej
- 2005-2006 : Samir Mahressi
- 2006-2007 : Fawzi Sbabti
- 2007-2008 : Fakhri Ben Frej
- 2008-2013 : ?
- 2013-2015 : Mahmoud Belhaj
- 2015 : Rafik Henchiri
- 2015-2019 : Mohamed Blaïech
- 2019-2021 : Sameh Boudamgha
- 2021-2022 : Mohamed Blaïech
- depuis 2023 : Yteb Chettali

## Entraîneurs
- ?-? : Dhehbi Aabid
- 1969-1974 : Béchir Chouikha
- ?-? : Mohamed Trabelsi
- ?-? : Hédi Medhioub
- 1974-1975 : Mohamed Louahchy
- 1975-1976 : Ahmed Riahi
- 1976-1978 : Béchir Chouikha
- 1978-1979 : Hafedh Bouzouita
- 1979-1980 : Sahbi Naili, Mohamed Mahbouli puis Fakhri Ben Frej
- 1980-1982 : Béchir Chouikha
- 1982-1987 : ?
- 1987-1988 : Béchir Chouikha
- 1988-1989 : Mohamed Kenzari
- 1989-1991 : ?
- 1991-1992 : Béchir Chouikha
- 1992-1993 : Mustapha Khalladi
- 1993-1994 : Mohamed Ali Chemsaoui
- 1994-1995 : Moncef Oueslati puis Mourad Bezzarga
- 1995-1996 : Mourad Bezzarga
- 1996-1998 : ?
- 1998-1999 : Mohamed Kenzari
- 1999-2000 : Lotfi Ben Frej
- 2000-2001 : Abderrahman Hamou
- 2001-2005 : ?
- 2005-2006 : Rassid Ben Frej puis Moncef Hammami
- 2006-2007 : ?
- 2007-2009 : Lotfi Ben Frej
- 2009-2013 : ?
- 2013-2014 : Mohamed Dallel
- 2014-2015 : Fethi Bouchaâla puis Hamdi Hammami
- 2015-? : Hamdi Hammami, Hatem Dridi puis Karim Talbi
- 2019-2021 : Anis Frayou puis Houssem Jaouani
- depuis 2021 : Hamdi Hammami

## Palmarès
- Finaliste de la coupe de Tunisie : 2015
- Vainqueur du championnat de division nationale B : 2013
- Vainqueur du championnat de division d'honneur : 1967, 1991, 2010
- Vainqueur de la coupe de Tunisie juniors : 1983